# کامرون بویس
کمرون بویس (زادهٔ ۲۸ مهٔ ۱۹۹۹ – درگذشتهٔ ۶ ژوئیهٔ ۲۰۱۹) هنرپیشه، خواننده، و مدل اهل ایالات متحده آمریکا بود و در لس آنجلس متولد شده بود وی از سال ۲۰۰۷ میلادی تا هنگام مرگ خود مشغول فعالیت بوده‌است. بویس بازیگری را از ۹ سالگی با بازی در فیلم ترسناک «آینه‌ها» با کیفر ساترلند شروع کرده بود.
او سپس راهی تلویزیون شد و در شماری از برنامه‌های دیزنی در شبکه این کمپانی نقش‌آفرینی کرد. او در نقش لوک در کنار دبی رایان در سریال «جسی» بازی کرد که ۴ فصل روی آنتن رفت. وی همچنین بازیگر «لوک چارلی خوب»، «بلرزان» و «راهنمای بازیکنان برای همه چیزهای خیلی خوب» بود.
وی در فیلم «بزرگ‌شده‌ها» یک و ۲ در نقش پسر آدام سندلر بازی کرده بود. در فیلم سینمایی هالووین هیوبی، عوامل این فیلم برای درگذشت این بازیگر تسلیت گفتند.

## زندگی شخصی
بویس در ۲۸ مه ۱۹۹۹ در لس آنجلس کالیفرنیا متولد شد. بویس با والدینش، ویکتور و لیبی بویس، و خواهر کوچکترش، مایا، در منطقه لس آنجلس زندگی می‌کرد. پدرش سیاه‌پوست است و اهل آفریقا-کارائیب و تبار آفریقایی-آمریکایی دارد و مادر او یهودی است سبک رقص مورد علاقه او رقص بریک بود.

## مرگ
به گفته خانواده او، وی در پی درمان پزشکی، دچار بیماری صرع شد و در ۶ ژوئیه ۲۰۱۹ در خواب درگذشت.

## فیلم‌ها
- بزرگ‌شده‌ها (۲۰۱۰)
- چشم عقاب (۲۰۰۸)
- آینه‌ها (۲۰۰۸)
- جودی مودی (۲۰۱۱)
- جسی (۲۰۱۱–۲۰۱۵)
- بزرگ‌شده‌ها ۲ (۲۰۱۳)
- لیو و مدی (۲۰۱۵)
- فرزندان (۲۰۱۵)
- فرزندان : دنیای شرور (۲۰۱۵)
- کد سیاه (۲۰۱۶)
- فرزندان ۲ (۲۰۱۷)
- فرزندان ۳ (۲۰۱۹)